# Mein Herz tanzt
Mein Herz tanzt (Originaltitel: hebräisch ערבים רוקדים, arabisch العرب الراقصون, DMG al-ʿArab ar-rāqiṣūn, englisch Dancing Arabs) ist ein israelisch-französisch-deutsches Filmdrama von Regisseur Eran Riklis aus dem Jahr 2014. Der Film basiert auf dem Roman Tanzende Araber von Sayed Kashua aus dem Jahr 2002, den der Autor selbst als Grundlage für die Verfilmung übernahm, und beschreibt das schwierige Verhältnis zwischen Israelis und Palästinensern und die gegenseitigen Vorurteile.
Deutschen Kinostart hatte der Film am 21. Mai 2015.

## Handlung
Der Film spielt zwischen 1982 und 1992.
Eyad wächst bei seiner palästinensischen Familie im israelischen Tira auf. Sein Vater ist Pflücker und Teil einer anti-israelischen Aktivistengruppe; einst hatte er an der Universität von Jerusalem studiert, wurde aber nach einem Bombenanschlag ohne Prozess ins Gefängnis geworfen und musste sein Studium aufgeben. Schon in jungen Jahren fällt Eyad durch seine Leistungen auf und bewirbt sich nach der Grundschule bei einer israelischen Eliteschule in Jerusalem, wo er schließlich als erster Araber aufgenommen wird.
Nach anfänglichen Problemen mit einigen israelischen Schülern und kulturellen Schwierigkeiten findet sich Eyad gut in die neue Umgebung ein. Im Rahmen eines Sozialprojekts lernt er den gleichaltrigen Yonatan kennen, der an multipler Sklerose erkrankt ist, und wird von ihm und seiner Mutter Edna wohlwollend aufgenommen. Gleichzeitig verliebt er sich in seine Mitschülerin Naomi, mit der er eine Beziehung beginnt. Im Wissen, dass ihre jeweiligen Eltern keine israelisch-palästinensische Verbindung tolerieren würden, halten sie sie geheim. Erst als Eyad sich im Unterricht anklagend gegen die Darstellung der Araber in israelischer Literatur ausspricht, legt Naomi der Klasse mit einem Kuss ihre Liebe offen.
Als jedoch Naomis Eltern von Eyad erfahren, verbieten sie ihrer Tochter den weiteren Schulbesuch. Eyad verlässt als Konsequenz selbst die Schule, was ihm zwar den Zorn seines Vaters einbringt, aber Naomi den weiteren Schulbesuch ermöglicht. Unter Vermittlung seiner Mutter bezieht er eine kleine Wohnung in Jerusalem und nimmt einen Job als Tellerwäscher an, während er sich auf die Abschlussprüfungen vorbereitet, die er – wie Yonatan, der aufgrund seines Gesundheitszustandes die Schule ebenfalls abgebrochen hat – extern ablegen möchte. Regelmäßig trifft er sich weiterhin mit Naomi.
Um einen Job als Kellner zu bekommen, gibt sich Eyad, dessen Passfoto dem von Yonatan ähnelt, mit Yonatans Ausweis als Jude aus. Edna, für die Eyad wie ein zweiter Sohn geworden ist, erfährt davon, zeigt sich aber damit einverstanden. Nach der Versöhnung mit seinem Vater am Grab der inzwischen verstorbenen Großmutter legt Eyad die Abschlussprüfungen sowohl als er selbst wie auch als Yonatan ab, da dieser endgültig ans Bett gefesselt ist und auch die Sprechfähigkeit verloren hat. Naomi hat sich inzwischen für eine Stelle im Militär beworben und gibt schließlich dem Druck aus ihrem Umfeld nach, die Beziehung mit Eyad zu beenden.
Nach einem Zeitsprung von einem Jahr kehrt Eyad aus Berlin, wo er inzwischen studiert, zu Edna zurück, da Yonatan im Sterben liegt. Nach seinem Tod beschließen sie, den Identitätstausch zu vervollkommnen, und lassen Yonatan als Eyad auf einem arabischen Friedhof bestatten.

## Hintergrund
Sayed Kashua veröffentlichte 2002 den Roman Tanzende Araber, in dem er seine eigenen Erfahrungen als Palästinenser in Israel verarbeitete. Wie Eyad wuchs Kashua in Tira auf und kam mit 14 Jahren in ein Internat in Jerusalem, wo er an einer Schule für Hochbegabte aufgenommen worden war. Seinen Angaben zufolge saß auch sein Vater jahrelang ohne Prozess wegen seiner politischen Ansichten im Gefängnis. Für die Verfilmung schrieb Kashua selbst das Drehbuch, das allerdings große Abweichungen von der Vorlage aufweist. Der Handlungsstrang mit Yonatan und dem Identitätswechsel stammt aus Kashuas Roman Zweite Person Singular von 2011.
Der Autor entschied sich etwa zu der Zeit, als der Film uraufgeführt wurde, Israel (nach 25 Jahren) zu verlassen und in die USA auszuwandern, da er die Hoffnung verloren hatte, dass sich an der Situation der Palästinenser in Israel noch etwas ändern würde.
Erstmals der Öffentlichkeit präsentiert wurde der Film am 10. Juli 2014 beim Jerusalem Film Festival, Europapremiere hatte er am 7. August 2014 auf dem Internationalen Filmfestival von Locarno. Die deutsch synchronisierte Fassung startete im Verleih von NFP marketing & distribution am 21. Mai 2015 in den deutschen Kinos.

## Synchronisation
Die deutsche Synchronfassung wurde von Digital Media Technologie in Hamburg erstellt, Regie führte Christoph Cierpka.
| Rolle   | Darsteller       | Deutscher Sprecher |
| ------- | ---------------- | ------------------ |
| Eyad    | Tawfeek Barhom   | Tobias Diakow      |
| Yonatan | Michael Moshonov | Marios Gavrilis    |

Von der Jury der Deutschen Film- und Medienbewertung wurde die Synchronfassung kritisiert.

## Rezeption

### Kritiken
Der Film erhielt international überwiegend positive Kritiken.
Sabrina Wagner urteilte auf Tagesspiegel.de, Regisseur Riklis inszeniere „die Zerrissenheit seines Protagonisten auf der Suche nach Identität zurückhaltend, einfühlsam, zuweilen melancholisch, mit einem großartig intensiv spielenden Tawfeek Barhom“. Der Film spiegle „die großen gesellschaftlichen Brüche in der Sensibilität eines Heranwachsenden – nicht wertend oder anklagend, dafür umso eindringlicher.“ Wagner hob auch hervor, dass trotz des „allgegenwärtigen“ Krieges „immer wieder leiser Humor“ aufblitze.
Heidi Strobel bezeichnete Mein Herz tanzt im Filmdienst als „einen vorzüglichen Adoleszenzfilm über eine scheiternde erste Liebe und das Bewusstwerden der Endlichkeit des Lebens“. Der Regisseur habe „darüber hinaus auch ein dichtes Zeitbild geschaffen, das sich aus kurzen, zugespitzten Alltagserfahrungen des Helden zusammensetzt“; die „Identitätssuche“ und „Selbstfindung“ Eyads werde genutzt, „um die vertrackte Koexistenz zweier Völker innerhalb des israelischen Staates und deren Ringen um eine gemeinsame Identität zu beleuchten“. Der Film fange „die Stimmungen des Jugendalters“ „virtuos“ ein, während er „Schlaglichter auf die Gemütsverfassungen der israelischen wie der palästinensischen Gesellschaft“ werfe. Die Inszenierung umspanne „leichtfüßig dahinperlende, humorvolle Töne, aber auch düstere, trostlose, wehmütige Klänge“, bediene sich in besonderem Maße „der Musik und … der Montage“ und arbeite „meisterlich mit Ellipsen“, die „Raum zur Imagination“ bereitstellen und „damit sicherlich viel Unüberbrückbares“ auslassen, gleichzeitig aber auch „Stereotype“ unterlaufen und „zeichenhaft Verbindungen zwischen zwei sich befehdenden Gruppen“ schaffen würden.
Laut Kai Mihm von epd Film unterlaufe Regisseur Riklis mit Mein Herz tanzt die Erwartungen gewisser Stereotypen, die er in früheren Filmen bedient habe. Der Beginn mit manchen „Albernheiten“ sei zwar „noch wenig vielversprechend“, aber es falle auf, dass es Riklis „um das Bild einer ganz alltäglichen, fröhlichen Lebensrealität geht, anstatt das Klischee der unterjochten Palästinenser zu bemühen“. Diesen „boulevardesken Humor“ unterfüttere er „mit zeitlosen Bezügen zur Lebenssituation israelischer Araber“. Die Figurenkonstellation habe zwar „etwas durchaus Symbolisches“, doch Riklis vermeide „durch die Nüchternheit der Inszenierung … aufdringliche Didaktik“ und erzähle „vom Versuch einer jungen Generation, ein normales Leben unter nicht gewöhnlichen Umständen zu führen“, wobei seine „Könnerschaft“ nicht zuletzt darin bestehe, „den gesellschaftlichen Kontext stets präsent zu halten, in dem selbst intimste Handlungen etwas Politisches bekommen“. Mit „abgeklärter Lakonie, aber ohne Bitterkeit“ zeige er, wie tief „der gesellschaftliche Graben geht“. Auf „fatalistisch sich zuspitzende Dramatik“ verzichte der Regisseur dabei.
Andy Webster nannte Mein Herz tanzt in der New York Times ein „nachdenkliches Drama“, das „Filmveteran“ Riklis „mit sicherer Hand“ inszeniere und das durch „eindrucksvolle Schauspielerleistungen“ aufgewertet werde. Zeitbezogene Melodien würden die akademischen Erfahrungen im Israel der 1980er- und 1990er-Jahre wachrufen. Im Toronto Star erkannte Bruce DeMara im Film eine „Geschichte, die mit Sicherheit Bestürzung und wertvolle Denkanstöße bei beiden Seiten“ im Nahostkonflikt hervorbringen werde. Die Besetzung sei „hervorragend“ und Kashuas Drehbuch würde, „gekonnt ausbalanciert zwischen Erheiterndem und Schmerzlichem“, mit der Schlusswendung „starke Reaktionen“ bei beiden Konfliktparteien hervorrufen.

### Bewertungen
Die österreichische Jugendmedienkommission vergab die Positivkennzeichnung sehr empfehlenswert. Dem Film gelinge die „Darstellung einer unbeschönigten, durchaus beklemmenden und letztlich tragischen … Realität“, wobei er das „ganz persönliche Schicksal eines jugendlichen Helden“ dazu nutze, den „höchst komplexen Konflikt zwischen Juden/Jüdinnen und Araber/innen zu beleuchten“. Er gebe sich dabei „keinerlei Illusion hin“, plädiere aber „für Toleranz und mehr Verständnis der jeweils anderen Seite“. Eyads „Anpassungsprozess“ werde „[s]ensibel und berührend erzählt“. Des Weiteren lobte die Kommission die „feinfühligen Darsteller/innen-Leistungen“ und die „schönen Bilder“.
Die Deutsche Film- und Medienbewertung (FBW) verlieh Mein Herz tanzt das Prädikat besonders wertvoll. Der „außergewöhnliche“ Film über „Grenzgänge“ greife mit „Herz und Humor“, „mit unverhofftem Schwung und Leichtigkeit, aber gänzlich ohne Pathos“ „das tägliche Misstrauen und die Schikanen auf, denen sich Palästinenser ausgesetzt sehen“, klage jedoch „nicht bloß an“, sondern gestatte „auch ein wenig Lachen über den Wahnsinn … der seit Jahrzehnten den Alltag der Region bestimmt“. Mit dieser „Leichtfüßigkeit“ werde auch jenen Zuschauern der Zugang erleichtert, „die sich mit politischen Themen eher schwer tun“, gleichzeitig werde der „stark ausgeprägte[] Humor“ dem Film aber für „politisch interessierte Kinogänger … ein wenig seiner starken Gesamtwirkung“ nehmen. Dennoch verfüge der Film über „viel Esprit und Kraft“, wage sich mit „genauso viel Mut wie Unterhaltungswert … an ein komplexes Thema“ und schaffe es, „Tabus scheinbar mühelos zu brechen“. Regisseur Riklis zeichne mit dem Protagonisten „das überzeugende Portrait eines Teenagers, der sich nicht nur durch die Pubertät kämpft, sondern es auch noch mit seiner kulturellen Identität und deren Ablehnung durch seine Umgebung zu tun hat“ und hebe in „Szenen der Nähe … das Thema Integration, bzw. Inklusion auf ein besonderes Niveau“.

## Nominierungen
Bei den Ophir Awards 2014 war der Film in vier Kategorien nominiert, konnte aber keinen Preis gewinnen:
- Bester Hauptdarsteller – Tawfeek Barhom
- Bester Nebendarsteller – Michael Moshonov
- Bester Ton – Itzik Cohen
- Bestes Szenenbild – Yoel Herzberg

## Belege
1. ↑   Freigabebescheinigung für Mein Herz tanzt. Freiwillige Selbstkontrolle der Filmwirtschaft, Januar 2015 (PDF; Prüfnummer: 148 655 K).
2. 1 2 3  Alterskennzeichnung für Mein Herz tanzt. Jugendmedienkommission.
3. 1 2  Sayed Kashua: Auf Wiedersehen, Israel. In: Der Spiegel. Nr. 29, 2014 (spiegel.de [abgerufen am 26. Juni 2015]).
4. ↑  Georg Diez: Gott, sind die kompliziert. In: Der Spiegel. Nr. 18, 2011 (spiegel.de [abgerufen am 27. Juni 2015]).
5. ↑  Mein Herz tanzt. NFP Marketing & Distribution, abgerufen am 26. Juni 2015.
6. ↑  Mein Herz tanzt. In: Deutsche Synchronkartei. Abgerufen am 2. März 2017.
7. 1 2  Mein Herz tanzt. Deutsche Film- und Medienbewertung (FBW), abgerufen am 26. Juni 2015.
8. ↑  Sabrina Wagner: „Mein Herz tanzt“ im Kino: Ist Außenseitertum erblich? Der Tagesspiegel, 21. Mai 2015, abgerufen am 26. Juni 2015.
9. ↑  Heidi Strobel: Mein Herz tanzt. In: Lexikon des internationalen Films. Filmdienst, abgerufen am 13. Juni 2021. (=Filmdienst Nummer 10/2015)
10. ↑  Kai Mihm: Kritik zu Mein Herz tanzt. In: epd Film. 17. April 2015, abgerufen am 26. Juni 2015.
11. ↑  Andy Webster: In ‘A Borrowed Identity,’ Hearts Torn Between 2 Worlds in Israel. In: The New York Times. 26. Juni 2015, S. C6 (nytimes.com [abgerufen am 26. Juni 2015] „Impressive acting … enhances this thoughtful drama, directed with a sure hand by Mr. Riklis, a film veteran. Period tunes … evoke the academic experience in 1980s–90s Israel.“).
12. ↑  Bruce DeMara: Wet Bum, Spring, Dancing Arabs, Montage of Heck, Humpback Whales: Mini reviews. In: TheStar.com. Toronto Star Newspapers, 14. Mai 2015, abgerufen am 26. Juni 2015 (englisch): „a tale sure to provide consternation and useful reflection for both sides of the interminable conflict over land and peace in the Middle East. … The cast is terrific … Nicely balanced between levity and poignancy, Kashua’s script provides a twist at the end that is certain to provoke strong reaction from both sides of the historical divide.“